# 狂犬病ワクチン
狂犬病ワクチン（きょうけんびょうワクチン）とは、狂犬病予防に使われるワクチンである。安全で効果のあるワクチンが多種ある。

## 概要
ワクチンは、イヌまたはコウモリに噛まれる前、または後の狂犬病発症予防に使われる。3回のワクチン接種を行った後は、長期免疫効果がみられる。接種法は筋肉注射か皮下注射である。曝露後、ワクチンは狂犬病免疫グロブリンと併用されることが一般的である。感染の危険性の高い人はワクチンの投与を必須にしている。ワクチンはヒトとその他の動物に効果がある。特に犬へのワクチン投与はヒトへの狂犬病感染の予防に効果的である。
狂犬病ワクチンは全ての年齢層に安全に投与できる。副作用として約35%から45%の人に短期間の穿刺の痛みと腫れが伴う。また、約5%から15%の人に発熱、頭痛、または吐き気が伴う。 狂犬病に曝露した場合、ワクチンの接種に対する禁忌は存在しない。ほとんどのワクチンはチメロサールを含まない。 神経細胞から作られたワクチンは主に少数のアジアの国と中南米で使用されているが、効き目が弱く副作用が強い。そのため世界保健機構(WHO) はこの種のワクチンを奨めていない。
初期の狂犬病ワクチンは、1885年にルイ・パスツールによって開発され、1908年には改良されたワクチンが作られた。世界的に数百万人以上の人がワクチンの投与をしており、年間25万人以上の人が救われている。WHO必須医薬品モデル・リストに記載されており、基礎的な医療制度で重要視されている医薬品である。2014年の発展途上国でのワクチンの価格は、44から78米ドルである。アメリカ合衆国での狂犬病ワクチン接種は、3回合計で750米ドル以上かかる。

## 分類

### ヒトへの曝露前接種
犬などに咬まれて狂犬病に感染する前に予防接種を受けること。狂犬病の流行地域に渡航する場合であって、動物との接触が避けられない、又は近くに医療機関がないような地域に長期間滞在するような者は、渡航前に予防接種を受けることが推奨されている。ワクチンは２種類あり接種方法が異なるが、いずれも曝露前の場合は基本的には３回の接種が必要。

### ヒトへの曝露後接種
犬などに咬まれた後に治療としてワクチン接種を受けること。WHOが定めた基準に従って接種を行う。日本での曝露後接種（ラビピュール使用）は4〜6回（4回法＝1日目を0日として場所を変えて2か所、以後7・21日後に接種。5回法＝1日目を0日とし、以後3・7・14・28日後に接種。6回法＝1日目を0日とし、以後3・7・14・30・90日後に接種）。

### イヌへの接種
生まれた日を0日目として、生後91日に1回目を接種することが推奨されていて、その後は、毎年1回の追加接種が必要になる。毎年4～6月に行われる自治体による集団接種で受けるか、動物病院で受けるかの2つの方法がある。